# Jaroslav Hadač
Jaroslav Hadač (18. října 1915 Střelice u Brna – 1985) byl český vysokoškolský pedagog a bývalý děkan Pedagogické fakulty Masarykovy univerzity . Zabýval se zejména didaktikou tělesné výchovy.

## Život
Jaroslav Hadač se habilitoval v oboru tělesná výchova a v letech 1978 až 1980 působil jako děkan Pedagogické fakulty Masarykovy univerzity.